# Surfe nos Jogos Pan-Americanos de 2023
As competições de surfe nos Jogos Pan-Americanos de 2023 foram realizadas de 24 a 30 de outubro de 2023 na praia de Punta de Lobos, na comuna de Pichilemu, no Chile.
Oito eventos foram realizados, sendo quatro por gênero, totalizando 88 surfistas participantes.  As disputas no longboard foram qualificatórias aos Jogos Olímpicos de 2024 em Paris, na França.

## Qualificação
Um total de 88 surfistas se classificaram através de diversos torneios qualificatórios. A nação-anfitriã, Chile, recebeu automaticamente 10 vagas para os oito eventos. Na categoria de prancha curta, um CON pode inscrever até dois atletas, com o máximo de um em todas as outras categorias. Cada CON poderia ainda inscrever no máximo 10 surfistas (cinco por gênero). Cada atleta só poderia conquistar até uma vaga.

## Nações participantes
Um total de 17 CONs qualificaram pelo menos um atleta em uma das categorias por gênero, entre parênteses encontra-se representada a quantidade de atletas.
- ARG Argentina (9)
- BAR Barbados (1)
- BRA Brasil (10)
- CAN Canadá (7)
- CHI Chile (10)
- COL Colômbia (2)
- CRC Costa Rica (8)
- ESA El Salvador (3)
- ECU Equador (2)
- USA Estados Unidos (6)
- MEX México (5)
- NCA Nicarágua (1)
- PAN Panamá (5)
- PER Peru (10)
- PUR Porto Rico (4)
- URU Uruguai (3)
- VEN Venezuela (2)

## Medalhistas
Masculino
| Evento              | Ouro                               | Prata                            | Bronze                           |
| ------------------- | ---------------------------------- | -------------------------------- | -------------------------------- |
| Shortboard detalhes | Lucca Mesinas PER Peru             | Francisco Bellorín VEN Venezuela | Miguel Tudela PER Peru           |
| SUP surf detalhes   | Zane Schweitzer USA Estados Unidos | Luiz Diniz BRA Brasil            | Finn Spencer CAN Canadá          |
| SUP race detalhes   | Connor Baxter USA Estados Unidos   | Itzel Delgado PER Peru           | Santino Basaldella ARG Argentina |
| Longboard detalhes  | Benoit Clemente PER Peru           | Rafael Cortéz CHI Chile          | Carlos Bahia BRA Brasil          |

Feminino
| Evento              | Ouro                               | Prata                            | Bronze                            |
| ------------------- | ---------------------------------- | -------------------------------- | --------------------------------- |
| Shortboard detalhes | Tatiana Weston-Webb BRA Brasil     | Sanoa Dempfle-Olin CAN Canadá    | Leilani McGonagle CRC Costa Rica  |
| SUP surf detalhes   | Isabela Gómez COL Colômbia         | Aline Adisaka BRA Brasil         | Vania Torres PER Peru             |
| SUP race detalhes   | Candice Appleby USA Estados Unidos | Jennifer Kalmbach CRC Costa Rica | Mariecarmen Rivera PUR Porto Rico |
| Longboard detalhes  | María Fernanda Reyes PER Peru      | Chloé Calmon BRA Brasil          | Lia Reyes CRC Costa Rica          |

## Quadro de medalhas

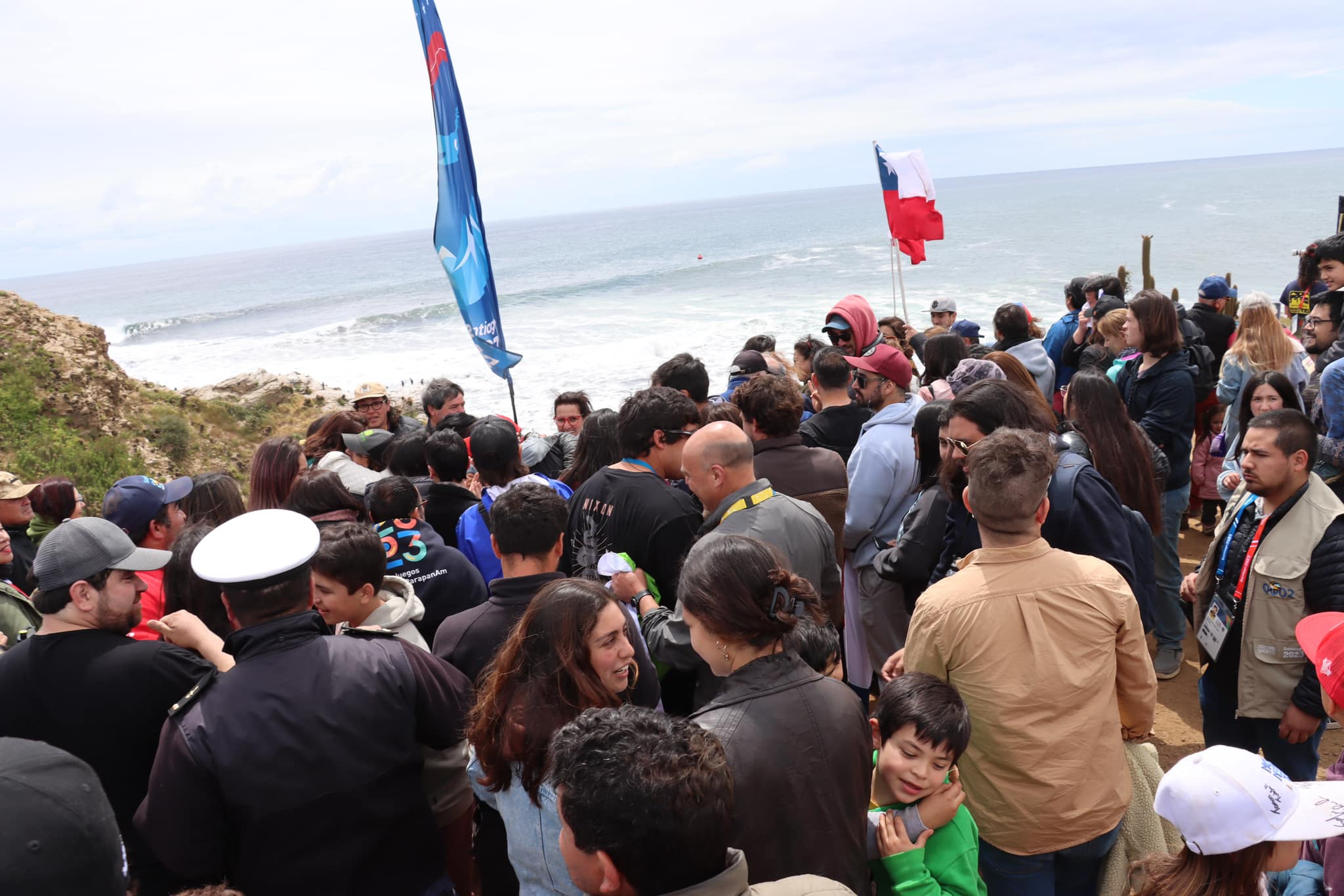
Público acompanhando as disputas do surfe em Punta de Lobos

| Ordem | País               | Medalha de ouro | Medalha de prata | Medalha de bronze |    |
| ----- | ------------------ | --------------- | ---------------- | ----------------- | -- |
| 1     | PER Peru           | 3               | 1                | 2                 | 6  |
| 2     | USA Estados Unidos | 3               |                  |                   | 3  |
| 3     | BRA Brasil         | 1               | 3                | 1                 | 5  |
| 4     | COL Colômbia       | 1               |                  |                   | 1  |
| 5     | CRC Costa Rica     |                 | 1                | 2                 | 3  |
| 6     | CAN Canadá         |                 | 1                | 1                 | 2  |
| 7     | CHI Chile          |                 | 1                |                   | 1  |
|       | VEN Venezuela      |                 | 1                |                   | 1  |
| 9     | ARG Argentina      |                 |                  | 1                 | 1  |
|       | PUR Porto Rico     |                 |                  | 1                 | 1  |
| TOTAL | TOTAL              | 8               | 8                | 8                 | 24 |